# Parijs-Nice 2010

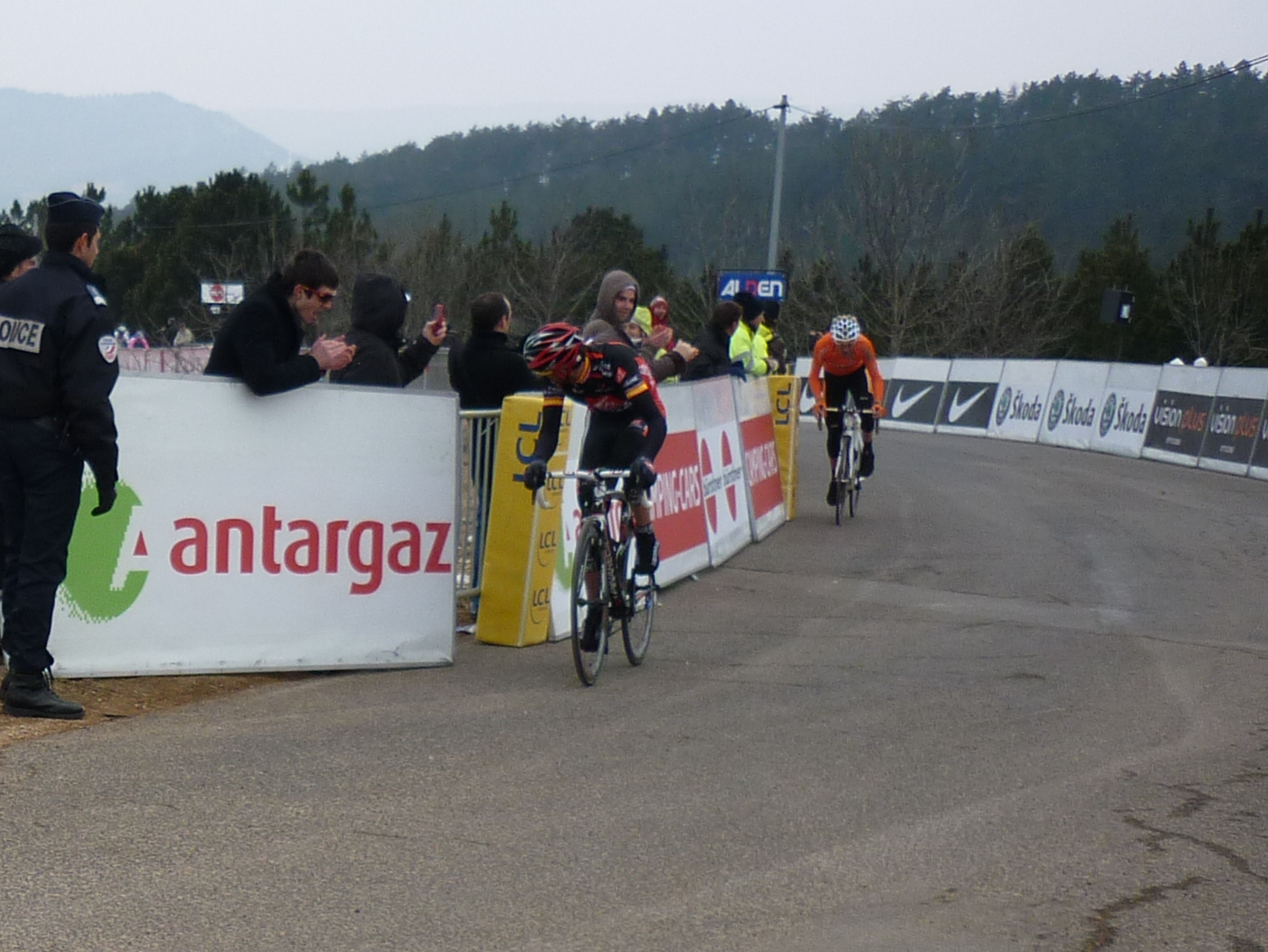
Alejandro Valverde voor Samuel Sánchez bij de aankomst van de vierde etappe in Mende

De etappekoers Parijs-Nice 2010 was de 68e editie van deze koers dien werd verreden van 7 tot en met 14 maart. De etappekoers ging van start in Montfort-l'Amaury en eindigde in Nice. De koers werd georganiseerd door de ASO en maakt deel uit van de Historische kalender 2010.
De Spanjaard Alberto Contador werd voor de tweede keer winnaar, in 2007 was zijn eerste overwinning.

## Startlijst
Er nemen tweeëntwintig ploegen deel, die met elk acht renners aan de start verschenen.
| 1 Caisse d'Epargne    | 6 Liquigas              | 11 Team RadioShack         | 16 Katjoesja        | 21 Saur Sojasun |
| 2 Team Saxo Bank      | 7 Cervélo               | 12 AG2R-La Mondiale        | 17 Bouygues Télécom | 22 Skil-Shimano |
| 3 Quick Step          | 8 Omega Pharma-Lotto    | 13 Team Garmin-Transitions | 18 Team Sky         |                 |
| 4 Astana              | 9 La Française des Jeux | 14 Euskaltel-Euskadi       | 19 Cofidis          |                 |
| 5 Team Columbia       | 10 Rabobank             | 15 Lampre-Farnese          | 20 Vacansoleil      |                 |
| Complete rennerslijst |                         |                            |                     |                 |

## Etappes

### Proloog
De proloog was een individuele tijdrit over 8,0 km en werd verreden op 7 maart in de omgeving van Montfort-l'Amaury
|    | Renner            | Team                    | Tijd      |
| -- | ----------------- | ----------------------- | --------- |
| 1  | Lars Boom         | Rabobank                | 10' 56"   |
| 2  | Jens Voigt        | Team Saxo Bank          | op 0' 03" |
| 3  | Levi Leipheimer   | Team RadioShack         | op 0' 06" |
| 4  | Alberto Contador  | Astana                  | op 0' 06  |
| 5  | Peter Sagan       | Liquigas                | op 0' 10" |
| 6  | Xavier Tondó      | Cervélo                 | op 0' 10" |
| 7  | David Millar      | Team Garmin-Transitions | op 0' 11" |
| 8  | Luis León Sánchez | Caisse d'Epargne        | op 0' 12" |
| 9  | Roman Kreuziger   | Liquigas                | op 0' 13" |
| 10 | Samuel Sánchez    | Euskaltel-Euskadi       | op 0' 15" |

|    | Renner            | Team                    | Tijd      |
| -- | ----------------- | ----------------------- | --------- |
| 1  | Lars Boom         | Rabobank                | 10' 56"   |
| 2  | Jens Voigt        | Team Saxo Bank          | op 0' 03" |
| 3  | Levi Leipheimer   | Team RadioShack         | op 0' 06" |
| 4  | Alberto Contador  | Astana                  | op 0' 06  |
| 5  | Peter Sagan       | Liquigas                | op 0' 10" |
| 6  | Xavier Tondó      | Cervélo                 | op 0' 10" |
| 7  | David Millar      | Team Garmin-Transitions | op 0' 11" |
| 8  | Luis León Sánchez | Caisse d'Epargne        | op 0' 12" |
| 9  | Roman Kreuziger   | Liquigas                | op 0' 13" |
| 10 | Samuel Sánchez    | Euskaltel-Euskadi       | op 0' 15" |

### 1e etappe
De 1e etappe werd verreden op 8 maart van Saint-Arnoult-en-Yvelines naar Contres over 201,5 km.
|    | Renner             | Team             | Tijd     |
| -- | ------------------ | ---------------- | -------- |
| 1  | Greg Henderson     | Team Sky         | 4u22'17" |
| 2  | Grega Bole         | Lampre-Farnese   | z.t.     |
| 3  | Jérémy Galland     | Saur-Sajosun     | z.t.     |
| 4  | Aleksandr Kolobnev | Katjoesja        | z.t.     |
| 5  | Alejandro Valverde | Caisse d'Epargne | z.t.     |
| 6  | Nicolas Roche      | AG2R-La Mondiale | z.t.     |
| 7  | Jens Voigt         | Team Saxo Bank   | z.t.     |
| 8  | Marco Marcato      | Vacansoleil      | z.t.     |
| 9  | Tony Martin        | Team Columbia    | z.t.     |
| 10 | Roman Kreuziger    | Liquigas         | z.t.     |

|    | Renner            | Team                    | Tijd      |
| -- | ----------------- | ----------------------- | --------- |
| 1  | Lars Boom         | Rabobank                | 4u33'11"  |
| 2  | Jens Voigt        | Team Saxo Bank          | op 0' 05" |
| 3  | David Millar      | Team Garmin-Transitions | op 0' 13" |
| 4  | Luis León Sánchez | Caisse d'Epargne        | op 0' 14" |
| 5  | Roman Kreuziger   | Liquigas                | op 0' 15" |
| 6  | Gregory Henderson | Team Sky                | op 0' 20" |
| 7  | Levi Leipheimer   | Team RadioShack         | op 0' 25" |
| 8  | Alberto Contador  | Astana                  | op 0' 25  |
| 9  | Peter Sagan       | Liquigas                | op 0' 29" |
| 10 | Xavier Tondó      | Cervélo                 | op 0' 29" |

|   | Renner         | Team           | Punten |
| - | -------------- | -------------- | ------ |
| 1 | Lars Boom      | Rabobank       | 36 pts |
| 2 | Jens Voigt     | Team Saxo Bank | 36 pts |
| 3 | Greg Henderson | Team Sky       | 25 pts |

### 2e etappe
De 2e etappe werd verreden op 9 maart van Contres naar Limoges over 201 km.
|    | Renner            | Team             | Tijd     |
| -- | ----------------- | ---------------- | -------- |
| 1  | William Bonnet    | Bouygues Télécom | 4u22'40" |
| 2  | Peter Sagan       | Liquigas         | z.t.     |
| 3  | Luis León Sánchez | Caisse d'Epargne | z.t.     |
| 4  | Mirco Lorenzetto  | Lampre-Farnese   | z.t.     |
| 5  | Juan José Haedo   | Team Saxo Bank   | z.t.     |
| 6  | Samuel Dumoulin   | Cofidis          | z.t.     |
| 7  | Tom Veelers       | Skil-Shimano     | z.t.     |
| 8  | Edoeard Vorganov  | Katjoesja        | z.t.     |
| 9  | Borut Božič       | Vacansoleil      | z.t.     |
| 10 | Francesco Chicchi | Liquigas         | z.t.     |

|    | Renner            | Team                    | Tijd      |
| -- | ----------------- | ----------------------- | --------- |
| 1  | Lars Boom         | Rabobank                | 8u55'51"  |
| 2  | Jens Voigt        | Team Saxo Bank          | op 0' 05" |
| 3  | Luis León Sánchez | Caisse d'Epargne        | op 0' 10" |
| 4  | David Millar      | Team Garmin-Transitions | op 0' 13" |
| 5  | Roman Kreuziger   | Liquigas                | op 0' 15" |
| 6  | Gregory Henderson | Team Sky                | op 0' 20" |
| 7  | Peter Sagan       | Liquigas                | op 0' 23" |
| 8  | Levi Leipheimer   | Team RadioShack         | op 0' 25" |
| 9  | Alberto Contador  | Astana                  | op 0' 25  |
| 10 | Xavier Tondó      | Cervélo                 | op 0' 29" |

|   | Renner            | Team             | Punten |
| - | ----------------- | ---------------- | ------ |
| 1 | Luis León Sánchez | Caisse d'Epargne | 40 pts |
| 2 | Peter Sagan       | Liquigas         | 38 pts |
| 3 | Jens Voigt        | Team Saxo Bank   | 37 pts |

### 3e etappe
De 3e etappe werd verreden op 10 maart van Saint-Yrieix-la-Perche naar Aurillac over 155 km. Oorspronkelijk zou de etappe in Saint-Junien vertrekken en over een afstand van 208 km gaan, maar vanwege zware sneeuwval kon daar niet worden gestart.
|    | Renner            | Team             | Tijd      |
| -- | ----------------- | ---------------- | --------- |
| 1  | Peter Sagan       | Liquigas         | 3u44'28"  |
| 2  | Joaquim Rodríguez | Katjoesja        | z.t.      |
| 3  | Nicolas Roche     | AG2R-La Mondiale | z.t.      |
| 4  | Jens Voigt        | Team Saxo Bank   | op 0' 02" |
| 5  | Tony Martin       | Team Columbia    | z.t.      |
| 6  | Alberto Contador  | Astana           | z.t.      |
| 7  | Mirco Lorenzetto  | Lampre-Farnese   | op 0' 06" |
| 8  | Samuel Dumoulin   | Cofidis          | z.t.      |
| 9  | Xavier Florencio  | Cervélo          | z.t.      |
| 10 | Marco Marcato     | Vacansoleil      | z.t.      |

|    | Renner            | Team                    | Tijd      |
| -- | ----------------- | ----------------------- | --------- |
| 1  | Jens Voigt        | Team Saxo Bank          | 12u40'26" |
| 2  | Peter Sagan       | Liquigas                | op 0' 06" |
| 3  | Luis León Sánchez | Caisse d'Epargne        | op 0' 09" |
| 4  | David Millar      | Team Garmin-Transitions | op 0' 12" |
| 5  | Roman Kreuziger   | Liquigas                | op 0' 14" |
| 6  | Lars Boom         | Rabobank                | op 0' 20" |
| 7  | Alberto Contador  | Astana                  | op 0' 20" |
| 8  | Levi Leipheimer   | Team RadioShack         | op 0' 24" |
| 9  | Joaquim Rodríguez | Katjoesja               | op 0' 28" |
| 10 | Xavier Tondó      | Cervélo                 | op 0' 28" |

|   | Renner            | Team             | Punten |
| - | ----------------- | ---------------- | ------ |
| 1 | Peter Sagan       | Liquigas         | 63 pts |
| 2 | Jens Voigt        | Team Saxo Bank   | 55 pts |
| 3 | Luis León Sánchez | Caisse d'Epargne | 40 pts |

### 4e etappe
De 4e etappe werd verreden op 11 maart van Maurs naar Mende over 173,5 km.
|    | Renner              | Team                  | Tijd      |
| -- | ------------------- | --------------------- | --------- |
| 1  | Alberto Contador    | Astana                | 4u26'47"  |
| 2  | Alejandro Valverde  | Caisse d'Epargne      | op 0' 10" |
| 3  | Samuel Sánchez      | Euskaltel-Euskadi     | z.t.      |
| 4  | Joaquim Rodríguez   | Katjoesja             | op 0' 18" |
| 5  | Thomas Voeckler     | Bouygues Télécom      | op 0' 20" |
| 6  | Damiano Cunego      | Lampre-Farnese        | op 0' 21" |
| 7  | Roman Kreuziger     | Liquigas              | z.t.      |
| 8  | Christophe Le Mével | La Française des Jeux | op 0' 29" |
| 9  | Luis León Sánchez   | Caisse d'Epargne      | z.t.      |
| 10 | Rein Taaramäe       | Cofidis               | op 0' 31" |

|    | Renner             | Team                    | Tijd      |
| -- | ------------------ | ----------------------- | --------- |
| 1  | Alberto Contador   | Astana                  | 17u07'23" |
| 2  | Alejandro Valverde | Caisse d'Epargne        | op 0' 24" |
| 3  | Roman Kreuziger    | Liquigas                | op 0' 25" |
| 4  | Luis León Sánchez  | Caisse d'Epargne        | op 0' 28" |
| 5  | Samuel Sánchez     | Euskaltel-Euskadi       | op 0' 29" |
| 6  | Jens Voigt         | Team Saxo Bank          | op 0' 34" |
| 7  | Joaquim Rodríguez  | Katjoesja               | op 0' 36" |
| 8  | Peter Sagan        | Liquigas                | op 0' 54" |
| 9  | David Millar       | Team Garmin-Transitions | op 1' 03" |
| 10 | Rein Taaramäe      | Cofidis                 | op 1' 06" |

|   | Renner           | Team           | Punten |
| - | ---------------- | -------------- | ------ |
| 1 | Peter Sagan      | Liquigas       | 64 pts |
| 2 | Jens Voigt       | Team Saxo Bank | 64 pts |
| 3 | Alberto Contador | Astana         | 62 pts |

### 5e etappe
De 5e etappe werd verreden op 12 maart van Pernes-les-Fontaines naar Aix-en-Provence over 157 km.
|    | Renner             | Team                  | Tijd      |
| -- | ------------------ | --------------------- | --------- |
| 1  | Peter Sagan        | Liquigas              | 3u34'15"  |
| 2  | Mirco Lorenzetto   | Lampre-Farnese        | op 0' 02" |
| 3  | Alejandro Valverde | Caisse d'Epargne      | z.t.      |
| 4  | Matthieu Ladagnous | La Française des Jeux | z.t.      |
| 5  | Jens Voigt         | Team Saxo Bank        | z.t.      |
| 6  | Simon Gerrans      | Team Sky              | z.t.      |
| 7  | Koldo Fernández    | Euskaltel-Euskadi     | z.t.      |
| 8  | Nicolas Roche      | AG2R-La Mondiale      | z.t.      |
| 9  | Matthew Goss       | Team Columbia         | z.t.      |
| 10 | Alberto Contador   | Astana                | z.t.      |

|    | Renner             | Team                    | Tijd      |
| -- | ------------------ | ----------------------- | --------- |
| 1  | Alberto Contador   | Astana                  | 20u41'40" |
| 2  | Alejandro Valverde | Caisse d'Epargne        | op 0' 20" |
| 3  | Roman Kreuziger    | Liquigas                | op 0' 25" |
| 4  | Luis León Sánchez  | Caisse d'Epargne        | op 0' 26" |
| 5  | Samuel Sánchez     | Euskaltel-Euskadi       | op 0' 29" |
| 6  | Jens Voigt         | Team Saxo Bank          | op 0' 34" |
| 7  | Joaquim Rodríguez  | Katjoesja               | op 0' 36" |
| 8  | Peter Sagan        | Liquigas                | op 0' 42" |
| 9  | David Millar       | Team Garmin-Transitions | op 1' 02" |
| 10 | Rein Taaramäe      | Cofidis                 | op 1' 06" |

|   | Renner           | Team           | Punten |
| - | ---------------- | -------------- | ------ |
| 1 | Peter Sagan      | Liquigas       | 89 pts |
| 2 | Jens Voigt       | Team Saxo Bank | 80 pts |
| 3 | Alberto Contador | Astana         | 73 pts |

### 6e etappe
De 6e etappe werd verreden op 13 maart van Peynie naar Tourrettes-sur-Loup over 220 km.
|    | Renner             | Team              | Tijd      |
| -- | ------------------ | ----------------- | --------- |
| 1  | Xavier Tondó       | Cervélo           | 5u01'39"  |
| 2  | Alejandro Valverde | Caisse d'Epargne  | op 0' 05" |
| 3  | Peter Sagan        | Liquigas          | z.t.      |
| 4  | Samuel Sánchez     | Euskaltel-Euskadi | z.t.      |
| 5  | Joaquim Rodríguez  | Katjoesja         | z.t.      |
| 6  | Leonardo Duque     | Cofidis           | z.t.      |
| 7  | Luis León Sánchez  | Caisse d'Epargne  | z.t.      |
| 8  | Christophe Riblon  | AG2R-La Mondiale  | z.t.      |
| 9  | Rein Taaramäe      | Cofidis           | z.t.      |
| 10 | Daniele Righi      | Lampre            | z.t.      |

|    | Renner             | Team                    | Tijd      |
| -- | ------------------ | ----------------------- | --------- |
| 1  | Alberto Contador   | Astana                  | 25u43'24" |
| 2  | Alejandro Valverde | Caisse d'Epargne        | op 0' 14" |
| 3  | Roman Kreuziger    | Liquigas                | op 0' 25" |
| 4  | Luis León Sánchez  | Caisse d'Epargne        | op 0' 26" |
| 5  | Samuel Sánchez     | Euskaltel-Euskadi       | op 0' 29" |
| 6  | Jens Voigt         | Team Saxo Bank          | op 0' 34" |
| 7  | Joaquim Rodríguez  | Katjoesja               | op 0' 36" |
| 8  | Peter Sagan        | Liquigas                | op 0' 38" |
| 9  | David Millar       | Team Garmin-Transitions | op 1' 02" |
| 10 | Rein Taaramäe      | Cofidis                 | op 1' 06" |

|   | Renner             | Team             | Punten  |
| - | ------------------ | ---------------- | ------- |
| 1 | Peter Sagan        | Liquigas         | 109 pts |
| 2 | Jens Voigt         | Team Saxo Bank   | 90 pts  |
| 3 | Alejandro Valverde | Caisse d'Epargne | 85 pts  |

### 7e etappe
De 7e etappe werd verreden op 14 maart van Nice naar Nice over 119 km.
| Resultaat \| \| Renner \| Team \| Tijd \| \| -- \| ------------------ \| ---------------- \| --------- \| \| 1 \| Amaël Moinard \| Cofidis \| 2u52'09" \| \| 2 \| Thomas Voeckler \| Bouygues Télécom \| z.t. \| \| 3 \| Alejandro Valverde \| Caisse d'Epargne \| op 0' 03" \| \| 4 \| Nicolas Roche \| Ag2r \| z.t. \| \| 5 \| Rein Taaramäe \| Cofidis \| z.t. \| \| 6 \| Joaquim Rodríguez \| Katjoesja \| z.t. \| \| 7 \| Jens Voigt \| Team Saxo Bank \| z.t. \| \| 8 \| Chris Horner \| Team RadioShack \| z.t. \| \| 9 \| Janez Brajkovič \| Team RadioShack \| z.t. \| \| 10 \| Alberto Contador \| Astana \| z.t. \| |                    |                  |           |
| | Renner             | Team             | Tijd      |
| 1 | Amaël Moinard      | Cofidis          | 2u52'09"  |
| 2 | Thomas Voeckler    | Bouygues Télécom | z.t.      |
| 3 | Alejandro Valverde | Caisse d'Epargne | op 0' 03" |
| 4 | Nicolas Roche      | Ag2r             | z.t.      |
| 5 | Rein Taaramäe      | Cofidis          | z.t.      |
| 6 | Joaquim Rodríguez  | Katjoesja        | z.t.      |
| 7 | Jens Voigt         | Team Saxo Bank   | z.t.      |
| 8 | Chris Horner       | Team RadioShack  | z.t.      |
| 9 | Janez Brajkovič    | Team RadioShack  | z.t.      |
| 10 | Alberto Contador   | Astana           | z.t.      |

## Eindstanden
Eindstand algemeen klassement
|    | Renner                 | Team               | Tijd      |
| -- | ---------------------- | ------------------ | --------- |
| 1  | Alberto Contador       | Astana             | 28u35'35" |
| 2  | Alejandro Valverde*    | Caisse d'Epargne   | op 0' 11" |
| 3  | Luis León Sánchez      | Caisse d'Epargne   | op 0' 25" |
| 4  | Roman Kreuziger        | Liquigas           | op 0' 26" |
| 5  | Samuel Sánchez         | Euskaltel-Euskadi  | op 0' 30" |
| 6  | Jens Voigt             | Team Saxo Bank     | op 0' 35" |
| 7  | Joaquim Rodríguez      | Katjoesja          | op 0' 37" |
| 8  | Rein Taaramäe          | Cofidis            | op 1' 07" |
| 9  | Jean-Christophe Péraud | Omega Pharma-Lotto | op 1' 16" |
| 10 | Jérôme Coppel          | Saur-Sojasun       | op 1'17"  |

* Alejandro Valverde werd op 31 mei 2010 voor 2 jaar geschorst door het TAS, met terugwerkende kracht tot 1 januari 2010. Hierdoor wordt hij uit het algemeen klassement geschrapt, alsook uit de rituitslagen.
Puntenklassement na 7e etappe
|   | Renner             | Team             | Punten  |
| - | ------------------ | ---------------- | ------- |
| 1 | Peter Sagan        | Liquigas         | 112 pts |
| 2 | Alejandro Valverde | Caisse d'Epargne | 105 pts |
| 3 | Jens Voigt         | Team Saxo Bank   | 104 pts |

1933 · 1934 · 1935 · 1936 · 1937 · 1938 · 1939 · 1940-1945 · 1946 · 1947-1950 · 1951 · 1952 · 1953 · 1954 · 1955 · 1956 · 1957 · 1958 · 1959 · 1960 · 1961 · 1962 · 1963 · 1964 · 1965 · 1966 · 1967 · 1968 · 1969 · 1970 · 1971 · 1972 · 1973 · 1974 · 1975 · 1976 · 1977 · 1978 · 1979 · 1980 · 1981 · 1982 · 1983 · 1984 · 1985 · 1986 · 1987 · 1988 · 1989 · 1990 · 1991 · 1992 · 1993 · 1994 · 1995 · 1996 · 1997 · 1998 · 1999 · 2000 · 2001 · 2002 · 2003 · 2004 · 2005 · 2006 · 2007 · 2008 · 2009 · 2010 · 2011 · 2012 · 2013 · 2014 · 2015 · 2016 · 2017 · 2018 · 2019 · 2020 · 2021 · 2022 · 2023 · 2024 · 2025